# ガラテイアの勝利

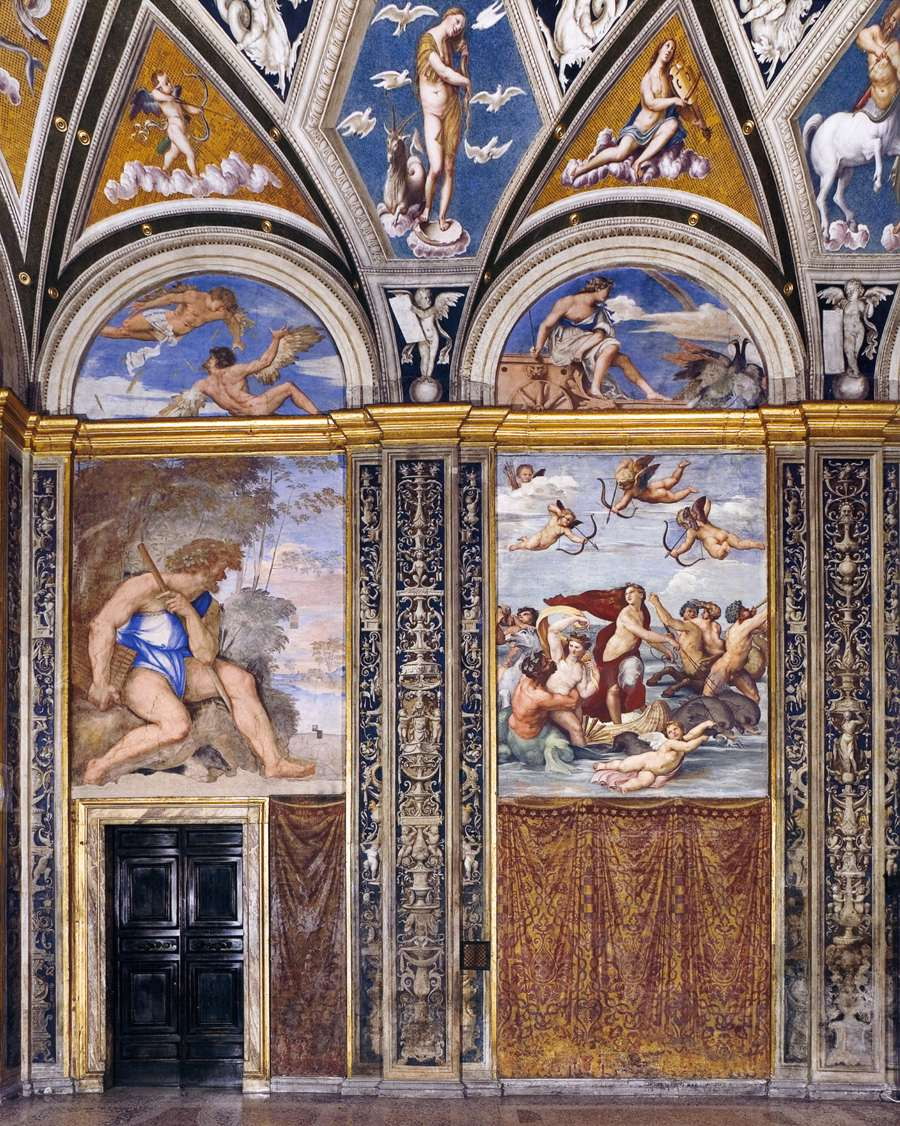
『ポリュペモス』（左）と『ガラテイアの勝利』。

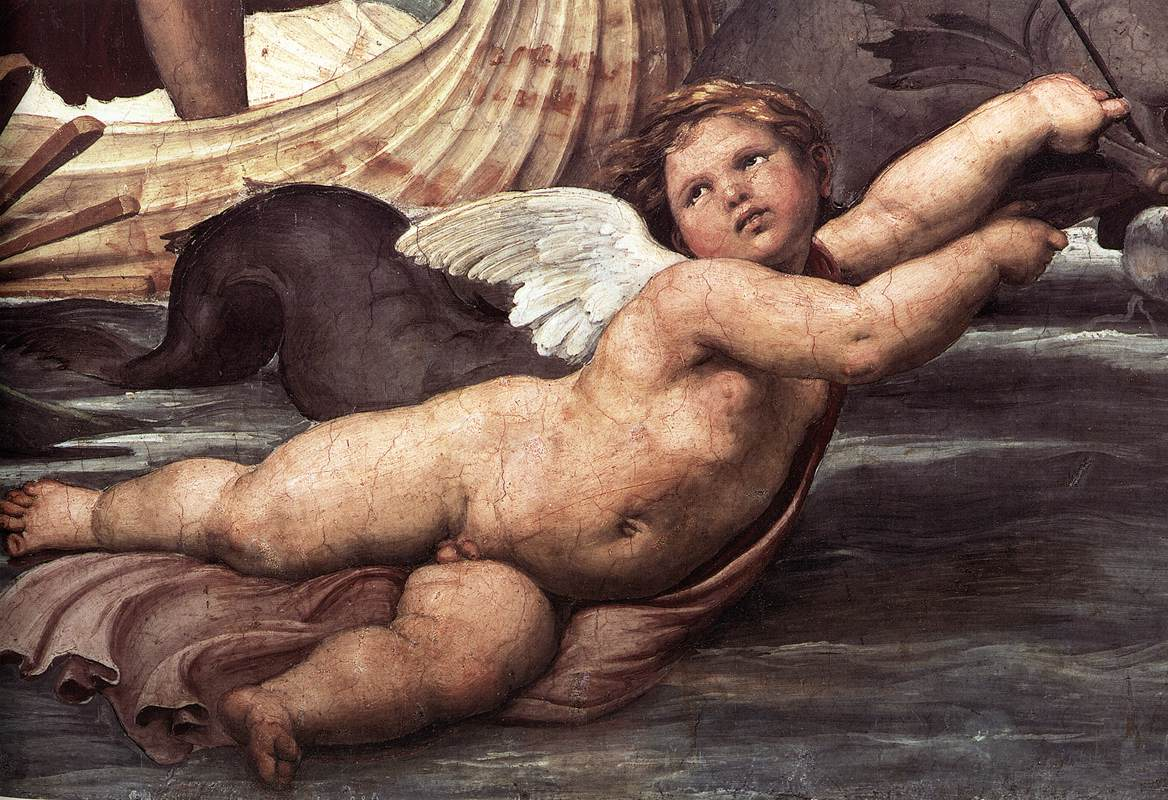
部分、画面中央下、前景に置かれたパライモン。

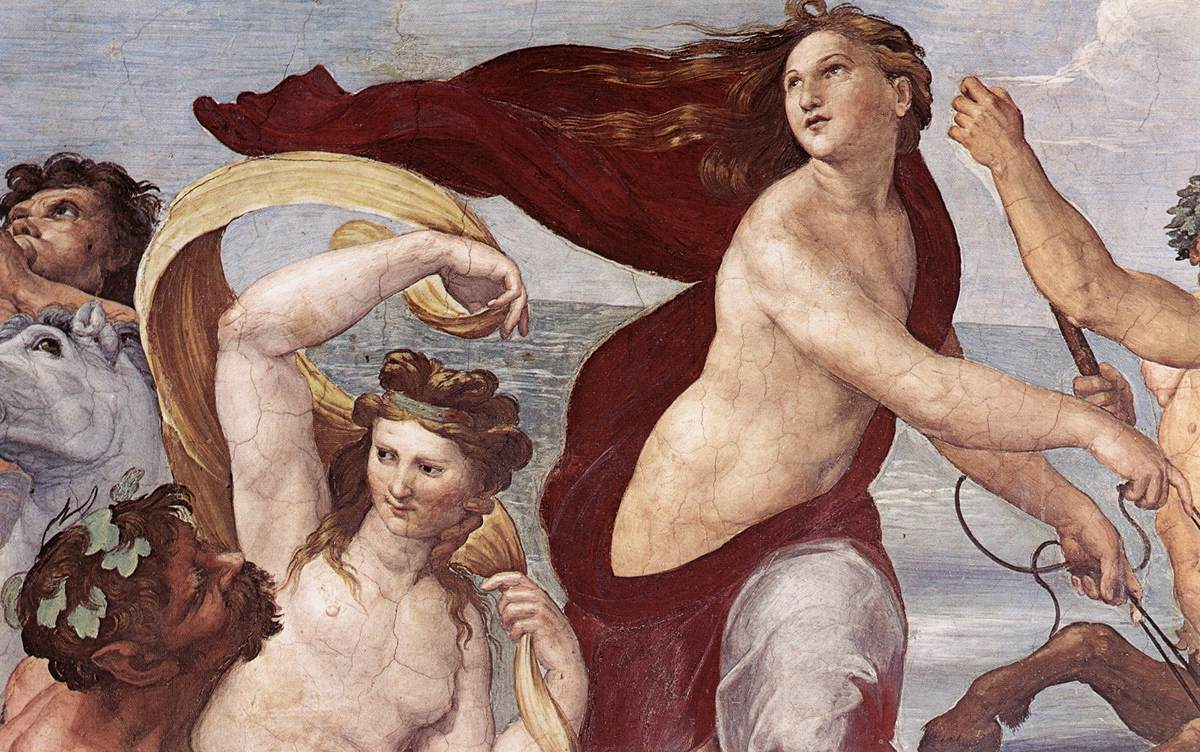
部分、腕を振り上げるネレイス。

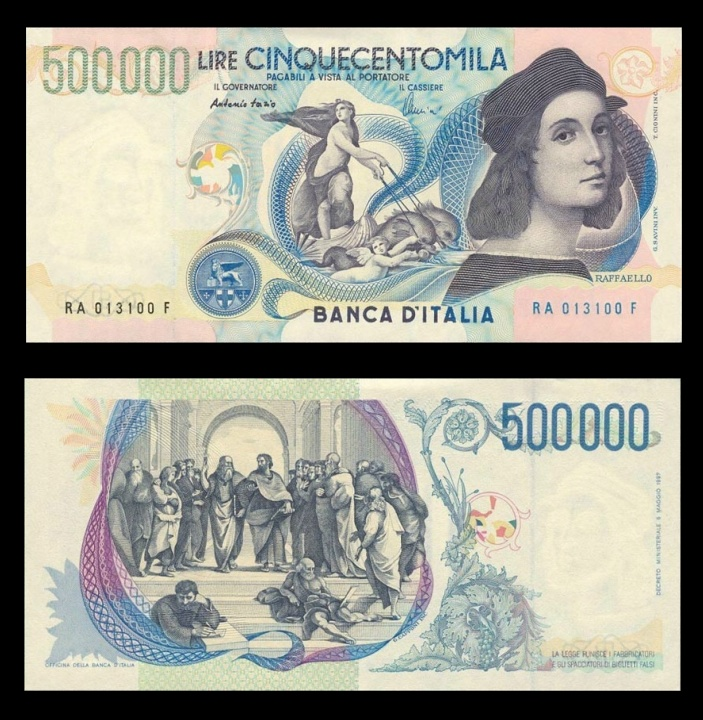
ガラテイアの勝利とラファエロ・サンティの肖像がデザインされている500000リラ紙幣

『ガラテイアの勝利』（イタリア語: Trionfo di Galatea, 英: Triumph of Galatea）は、イタリア、盛期ルネサンスの巨匠ラファエロ・サンティが1512年頃に制作したフレスコ画（295x225 cm）である。一説には1514年頃に完成したとされる。主題はギリシア神話の海のニンフであるガラテイアから取られており、ローマ、トラステヴェレのヴィラ・ファルネジーナの《ガラテイアの間（La Loggia di Galatea）》においてセバスティアーノ・デル・ピオンボの『ポリュペモス』（Polifemo）の対として描かれている。
日本語では『ガラテアの勝利』、『ガラティアの勝利』 などとも表記されることがある。

## 歴史
極めて富裕な銀行家であったアゴスティーノ・キージは、バルダッサーレ・ペルッツィに委嘱し、ルンガラ通りとテヴェレ川に挟まれ、庭園に囲まれた敷地に、1509年から1512年にかけて壮麗な屋敷ヴィラ・ディ・デリツィエ（Villa di delizie：「歓喜荘」の意）を建設した。この建物は後にヴィラ・デラ・ファルネジーナ（Villa della Farnesina）と称されるようになった。
建物の完成後、直ちに絵画による装飾が始まり、ペルッツィ自身のほか、当時ローマで活動していた最高の画家たちであったセバスティアーノ・デル・ピオンボ、ソドマ、そしてラファエロらがこの事業に関心を寄せて参加した。
当時、ローマ教皇ユリウス2世の依頼で、バチカンの署名の間とヘリオドロスの間の装飾も手がけていたラファエロは、ヴィラの1階にあるいわゆるガラテイアの間に、この神話の主題によるフレスコ画の制作を委ねられた。ニンフであるガラテイアの勝利に捧げられたこの作品は、長方形で、セバスティアーノ・デル・ピオンボが手がけたルネット（円頂部）の下にあり、また、同じくデル・ピオンボが手がけた『ポリュペモス』の側面に位置している。建築の構造に関わる部分と天井画は、バルダッサーレ・ペルッツィとその弟子たちの作品である。
おそらく最初の計画では、このニンフの事績の他の場面も描いて、壁を飾るはずだったのであろう。しかし、そうはならなかったため、2点の既存のフレスコ画は、彼女の物語の主要な出来事を描写しておらず、彼女が神格化されていくのを、隣の中のポリュペモスは何もできないままでいる。
1511年の時点では、この場面は確かに完成していたか、少なくともにかなり完成度が高い段階にあり、同年に出版されたギャロ (Gallo) の『De viridario Augustini Chigi... libellus』の中でも紹介されていた。バルダッサーレ・カスティリオーネは、ラファエルが描いたガラテイアの完成度に魅了され、モデルは誰だったのかとラファエルに問うたが、ラファエルは「いない」と答え、ただ自分が頭の中で創造した結果だと述べたという。ラファエロは、ピエトロ・アレティーノに口述筆記してもらったバルダッサーレ・カスティリオーネへの手紙の中で、「美人を見つけ出すためには、多数の美人たちを見なければなりませんが、もし貴方様が私とともにいらっしゃっていれば最善のひとりを選ぶこともできたかもしれません。しかし、賢明な判断を下される方もなく、美しい形も見いだせず、わたしは自分の脳裏に思いついたものを使いました。」と述べた。
このフレスコ画は、かつては、ジュリオ・ロマーノら助手の手が多少なりとも重要な部分に入っていると考えられていたが、20世紀における修復の際に、17世紀の時点で描き直されていたことが判明し、元々は完全にラファエロが手がけた作品であったことが明らかになった。

## 内容と様式
描かれた内容の典拠とされたのは、テオクリトスの牧歌（アイディル）、ないしは、オウィディウスの『変身物語』であり、おそらくポリツィアーノか、アプレイウスの『変容（または黄金のロバ）』を経て題材が取捨選択されている。このフレスコ画は、少年パライモンに先導され、2匹のイルカが引くホタテガイのような形状の乗り物を駆るニンフのガラテイアが神格化される場面を描いており、周りでは海の神々であるトリトンやネレイスたちの祝いの行列がおこなわれ、上空では3人のエロースたちが、矢を番えながらガラテイアを見下ろしている。ガラテイアが視線を向けている4人目のプットーは、雲の後ろに隠れて矢の束を持っているが、この姿は、プラトニックな愛の純潔を象徴している。
ガラテイアの、体を左にねじる彫刻のようなポーズは、1508年頃に制作された『アレクサンドリアの聖カタリナ (Santa Caterina d'Alessandria)』の姿を、世俗的、神話的文脈に置き換えて参照したものである。
画面の構成は完全に計算されたものであり、ガラテイアを中心とする踊りと渦巻くリズムが、彼女自身の身体にも及んでいる。おそらく、今日ではカピトリーノ美術館の所蔵となっているアフロディテのコロスを描いたバスレリーフのような古代のモデルを参考にした上で、ラファエロは、神話を取り上げた古典的表現を再創造し、あるいは結晶や貴石のような色調を用い、ほとんど非現実的なまでの色調を用いることで、古代ローマの絵画に対する深い理解を踏まえた上で、それに背を向けている。大理石のような緑色の海面の上に、ガラテイアのポンペイ風の赤い着衣が立っている。
風を孕んで膨らんだマントの動きは、髪の毛の動きとともに、トリトンにさらわれまいと腕を振り上げる隣のネレイスの仕草によって、強調される。描かれた人物たちの強靭な肉体は、ミケランジェロの影響を反映しているが、ラファエロの手法のセンスと、彼が生み出す人物像の自然さがそれを和らげており、特に、エロースたちやガラテイアは穏やかで優雅に描かれている。

## 影響

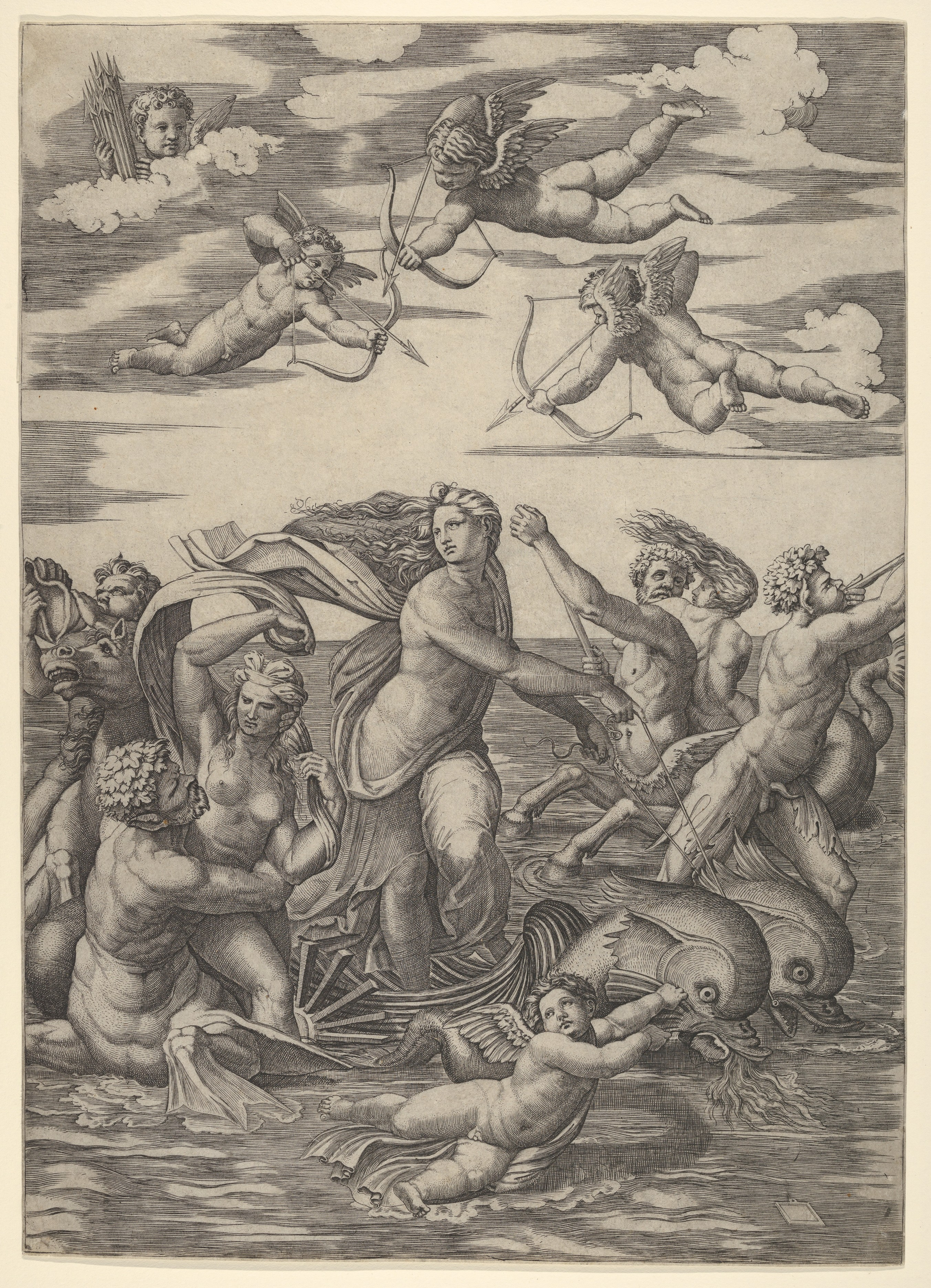
マルカントニオ・ライモンディによる版画。

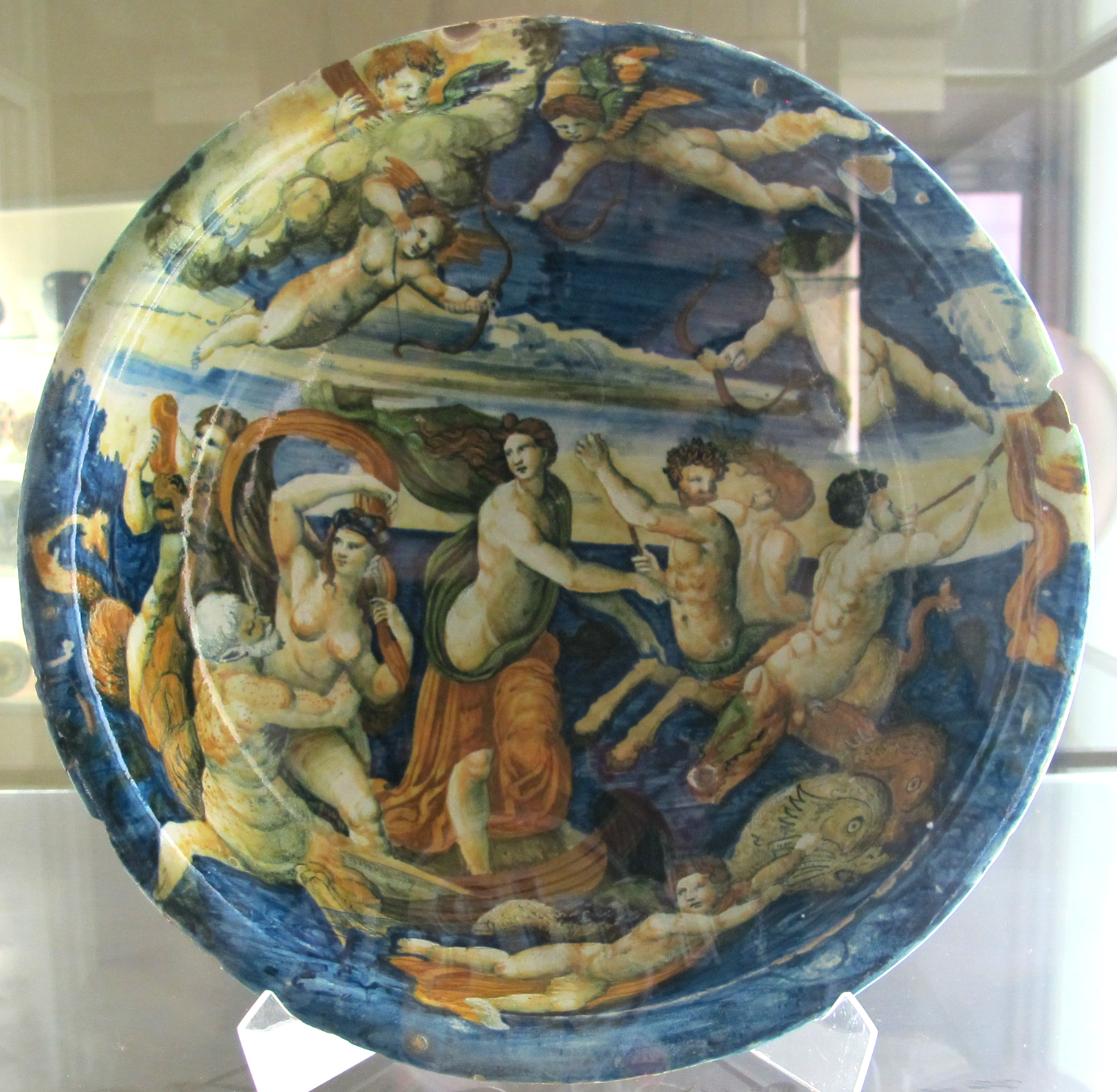
ウルビーノ窯で制作された『ガラテイアの勝利』が描かれた水盤。

『ガラテイアの勝利』はマルカントニオ・ライモンディやマルコ・デンテによって版画が制作されている。どちらの版画も多数の複製を生み、ラファエロ作品の流布に貢献した。また2人の版画によって本作品の図案が流布した結果、1540年頃にはウルビーノ窯で本作品の図案をもとにした富裕層向けのマヨリカ焼きも制作されるようになった。アレッツォの国立中世近代美術館に所蔵されている水盤はアレッサンドロ・ファルネーゼ枢機卿の姉ヴィットーリア・ファルネーゼ（ウルビーノ公グイドバルド2世・デッラ・ローヴェレの第2の妻）が洗面器として用いたことが伝えられている。